# Ronald D. Laing
Ronald David Laing (født 7. oktober 1927, død 23. august 1989) var en skotsk psykiater, der blev verdenskendt i 1960'erne for  sit syn på psykiatrien.  Laing blev især kendt for sine kritik af konventionelle psykiatriske metoder og institutioner. Han argumenterede for, at psykiske lidelser ikke kun skulle ses som biologiske problemer, men også som sociale og relationelle udfordringer. Laing mente derfor, at diagnoser og indlæggelse på psykiatriske hospitaler ofte forværrede psykiske lidelser. Han stod i stedet for at udvikle en eksistentiel-fænomenologisk tilgang til eksistentiel psykiatri, eksistentiel psykologi og eksistentiel terapi. 
Selvom Laing havde mange tilhængere, mødte han også kritik og kontrovers for sine synspunkter og sin praksis. Han forbindes sommetider fejlagtigt med den antipsykiatriske bevægelse, som han ikke så sig selv som en del af.
R.D. Laing's ideer har haft en varig indflydelse på diskussionen om psykisk sundhed og behandling. Hans arbejde har været inspirerende for dem, der søger mere humanistiske og kontekstforstående tilgange til psykiatri og psykisk sundhed.

## Tilgang til psykiatri
Laing betonede betydningen af individets sociale og familiære miljø i udviklingen af psykisk lidelse. Han mente, at psykiske problemer ofte kunne forstås som reaktioner på dysfunktionelle sociale og familiemæssige forhold. 
Laing kritiserede traditionelle psykiatriske diagnosticeringsmetoder og mente, at de ikke tager tilstrækkeligt hensyn til den enkeltes subjektive oplevelse af virkeligheden. Han var bekymret for, at diagnoser kunne stigmatisere og marginalisere enkeltpersoner. 
Laing troede på, at enkeltpersoner, der oplever psykisk nød, kunne have gavn af at udforske deres egne livserfaringer og opnå en dybere forståelse af sig selv. Han mente, at traditionelle psykiatriske metoder, såsom tvangsindlæggelse og medicinering, kunne være destruktive og forhindre denne selvopdagelse. Nedenfor beskrives udviklingen i Laings arbejde: 

### Eksistentiel psykiatri, psykologi og psykoanalyse
Laing blev uddannet læge og psykoanalytiker i slutningen af 1950'erne. Han begyndte derefter at arbejde som psykiater og satte sig for at reformere psykiatrien på et eksistentiel-fænomenologisk grundlag. Han mente, at psykiatrien skulle baseres på filosofi og ikke på naturvidenskab. Kun sådan ville psykiatrien blive i stand til at møde patienterne som hele mennesker og kunne helbrede dem. I 1960 udgav Laing bogen The Divided Self: An Existential Study in Sanity and Madness, der præsenterede et syn på skizofreni, som var anderledes, end man fandt inden for datidens biologiske hospitalspsykiatri. Laing mente, at skizofreni ikke var en irrationel forstyrrelse men udtryk for en meningsfuld reaktion på overvældende angst. Derfor måtte psykiatrien tage form som en særlig eksistentiel terapi eller psykoanalyse, der var i stand til at møde klienten i deres egne oplevelser

### Senere arbejde
I sit arbejde kiggede Laing på familiemønstre og dynamik som en faktor i udviklingen af psykiske lidelser. Han var interesseret i, hvordan interaktioner inden for familien kunne påvirke individets mentale sundhed og udvikling.  Laing forsatte med at skrive og udgive bøger i 1970'erne. Hans værker omhandlede fortsat emner som psykisk sundhed, eksistentiel filosofi og samfundsforhold.  Et eksempel er "The Politics of the Family" (1971).
I slutningen af 1960’erne gjorde Laing op med den almindelige hospitalspsykiatri, og hans tanker fik et politisk præg. I 1970’erne blev Laing mere søgende og eksperimenterende i sin tilgang. Laing fastholdt sit kritiske synspunkt og arbejdede på at udfordre og ændre traditionelle psykiatriske praksisser. Han var kritisk over for institutionel magt og mente, at det var nødvendigt at omstrukturere hele det psykiatriske system. 
I 1970'erne var Laing også involveret i eksperimenter med alternative samfundsstrukturer. Han etablerede Kingsley Hall, et terapeutisk samfund i London, hvor folk med psykiske lidelser og professionelle arbejdede sammen uden traditionelle psykiatriske interventioner.
Ud over hans psykiatriske arbejde viste Laing fortsat interesse for filosofi og spiritualitet. Han udforskede emner som fri vilje, ontologi og mening i sit filosofiske skrift "Knots" (1970), der er en samling af komplekse, filosofisk inspirerede tekster.
R.D. Laing stod dog også over for kritik og uenighed i 1970'erne. Nogle mente, at hans eksperimenter og tilgange var for risikable og ikke nødvendigvis gav gavnlige resultater for mennesker med alvorlige psykiske lidelser. På trods af dette fortsatte Laing med at udfordre konventionelle tankegange og praksisser inden for psykiatri og inspirerede mange med hans vision om en mere humanistisk og forståelsesfuld tilgang til psykisk sundhed.

## Indflydelse efter sin død
Efter Laings død blev flere af hans ideer videreført og videreudviklet inden for blandt andet socialpsykiatri og psykoterapi. Blandt hans mest kendte arvinger er Emmy van Deurzen. De senere år er der opstået en fornyet interesse for Laings oprindelige ideer, især i England og USA. Den nye interesse koncentrerer sig om arven fra Laings tidlige arbejde, især omkring ‘Det spaltede selv’. I 2017 udkom filmen ‘Mad to be normal’, der er lavet af Robert Mullan og handler om Ronald D. Laing.